# 2009년 칸 영화제
제62회 칸 영화제는 2009년 5월 13일부터 2009년 5월 24일까지 열린 영화제이다. 프랑스 칸에서 개최되었으며 사회자는 에두아르 바에르이다.

## 수상

### 황금종려상
- 하얀 리본 - 미카엘 하네케 수상

### 심사위원대상
- 예언자 - 자크 오디아르 수상

### 감독상
- 도살 - 브릴얀테 멘도사 수상

### 각본상
- 스프링 피버 - 로예 수상

### 여우주연상
- 안티크라이스트 - 샤를로뜨 갱스부르 수상

### 남우주연상
- 바스터즈: 거친 녀석들 - 크리스토프 왈츠 수상

### 심사위원상
- 박쥐 - 박찬욱 수상
- 피쉬 탱크 - 안드리아 아놀드 수상

### 황금종려상(단편)
- 아레나(영어판) - 주앙 살라비자 수상

### 대상(주목할만한 시선)
- 송곳니 - 요르고스 란티모스 수상

### 심사위원상(주목할만한 시선)
- 경찰, 형용사 - 코르넬리우 포룸보이우 수상

### 명예 황금종려상
- 그랜 토리노 - 클린트 이스트우드 수상

### 황금카메라상
- 삼손과 데릴라 - 워윅 쏜톤 수상

### 공로상
- 잡초 - 알랭 레네 수상

### 감독주간
- 잘 알지도 못하면서 - 홍상수
- 먼지 아이 - 정유미

### 시네파운데이션-1등
- Baba - Zuzana Kirchnerov 수상

### 시네파운데이션-2등
- 안녕히 계세요 - 송 팡 수상

### 시네파운데이션-3등
- 남매의 집 - 조성희 수상
- DIPLOMA - Yaelle Kayam 수상

### 경쟁부문
- 브로큰 임브레이스 - 페드로 알모도바르
- 브라이트 스타 - 제인 캠피온
- 테이킹 우드스탁 - 이안
- 박쥐 - 박찬욱
- 바스터즈: 거친 녀석들 - 쿠엔틴 타란티노
- 스프링 피버 - 로예
- 도살 - 브릴얀테 멘도사
- 피쉬 탱크 - 안드리아 아놀드
- 예언자 - 자크 오디아르
- 승리 - 마르코 벨로치오
- 맵 오브 더 사운드 오브 도쿄 - 이자벨 코이젯트
- 인 더 비기닝 - 자비에 지아놀리
- 하얀 리본 - 미카엘 하네케
- 룩킹 포 에릭 - 켄 로치
- 엔터 더 보이드 - 가스파 노에
- 잡초 - 알랭 레네
- 팔레스타인 - 엘리아 술레이만
- 복수 - 두기봉
- 얼굴 - 차이밍량
- 안티크라이스트 - 라스 폰 트리에

### 주목할 만한 시선
- 마더 - 봉준호
- 공기인형 - 고레에다 히로카즈
- 이렌느 - 알랭 카발리에
- PRECIOUS - 리 다니엘스
- 투모로 앳 돈 - 드니 데르쿠르
- 어드리프트 - 헤이토르 달리아
- 아무도 페르시안 고양이를 모른다 - 바흐만 고바디
- 바람의 여행 - 치로 게라
- 내 아이들의 아버지 - 미아 한센-러브
- 황금시대 이야기 - 하노 회퍼
- 어둠 속의 이야기 - 니콜라이 콤메리키
- 송곳니 - 요르고스 란티모스
- 차르 - 파벨 룽긴
- 인디펜던시아 - 라야 마틴
- 님프 - 펜엑 라타나루앙
- 남자답게 죽는 법 - 주앙 페드로 로드리게스
- 아이스 와이드 오픈 - 하임 타박만
- 삼손과 데릴라 - 워윅 쏜톤
- 침묵의 군대 - 얀 반 데 벨데

### 비경쟁부문
- 파르나서스 박사의 상상극장 - 테리 길리엄
- 아고라 - 알레한드로 아메나바르
- 아미 오브 크라임 - 로베르 구에디귀엥

### 심야상영
- 드래그 미 투 헬 - 샘 레이미
- 우당탕 마을 - 스테판 오비에
- 돌아보지마 - 마리나 드 반

### 특별상영
- 나의 이웃, 나의 킬러 - 앤 아기온
- 마닐라 - 아돌포 알릭스 주니어 외 1명
- 텔 미 후 유 아 - 술레이만 시세
- 마음의 가시 - 미셸 공드리
- 고소 - 조량
- 자파 - 케렌 예다야
- NO MEU LUGAR - Eduardo Valente
- 여행자 - 우니 르콩트
- CENDRES ET SANG - 화니 아르당

### 시네파운데이션
- IL NATURALISTA - Giulia Barbera 외 1명
- LE CONTRETEMPS - Dominique Baumard
- SYLFIDDEN - Dorte Bengtson
- #1 - Noamir CASTERA
- GUTTER - Daniel Ransom Day
- Traverser - Hugo Frassetto
- 남매의 집 - 조성희
- DIPLOMA - Yaelle Kayam
- KASIA - Elisabet LLADO
- BY THE GRACE OF GOD - 라릿자 페트로바
- EL BOXEADOR - Juan Ignacio Pollio
- CHAPA - Thiago Ricarte
- SEGAL - Yuval Shani
- 안녕히 계세요 - 송 팡
- Baba - Zuzana Kirchnerov
- Malzonkowie - Dara Van Dusen
- 경적 - 임경동

### 단편 경쟁부문
- THE SIX DOLLAR FIFTY MAN - 마크 엘비스턴 외 1명
- LARSOG PETER - Daniel Borgman
- RUMBO A PEOR - Alex Brendemuhl
- MISSEN - Jochem DE VRIES
- 더 맨 이즈 더 블루 고디니 - 장-클리스토페 리에
- CIAO MAMA - Goran Odvorcic
- KLUSUMS - 라일라 파칼니나
- 아레나(영어판) - 주앙 살라비자
- AFTER TOMORROW - Emma Sullivan

### 비평가주간
- 6시간 - 문성혁

### 칸 클래식
- 연산군 - 신상옥

### 프랑스독립영화배급협회 프로그램 초청
- 허수아비들의 땅 - 노경태